# Mihails Ziziļevs
Mihails Ziziļevs (ur. 27 grudnia 1973 w Dyneburgu) – łotewski piłkarz grający na pozycji pomocnika, reprezentant Łotwy.

## Kariera klubowa
Ziziļevs profesjonalną karierę rozpoczął w klubie DJSS Daugavpils. W 1993 roku trafił do Dinaburg FC, występującego wówczas pod nazwą Auseklis. Spędził w tym zespole siedem lat. W 2000 roku wyjechał do Rosji i przez kolejne dwa sezony reprezentował barwy klubu Rubin Kazań. Pod koniec 2001 roku powrócił na Łotwę. Zaliczył krótkie epizody w Dinaburg FC, Liepājas Metalurgs i FK Ventspils. W 2003 roku ponownie trafił do Rosji. Przez rok występował w drużynie Mietałłurg Lipieck, a przez następny w Łucz-Eniergija Władywostok. Od 2005 roku ponownie występuje w lidze łotewskiej. Przez rok był graczem Dinaburg FC, w latach 2006−2008 odnosił sukcesy jako gracz FK Ventspils, w 2009 roku znów przywdziewał barwy Dinaburg FC, a od 2010 roku jest zawodnikiem FC Daugava.

## Kariera reprezentacyjna
W kadrze zadebiutował 11 lipca 1997 roku w towarzyskim meczu przeciwko Litwie. Na boisku pojawił się w 54 minucie, a mecz zakończył z żółtą kartką na koncie.
| Mecze i gole w reprezentacji | Mecze i gole w reprezentacji | Mecze i gole w reprezentacji | Mecze i gole w reprezentacji | Mecze i gole w reprezentacji | Mecze i gole w reprezentacji | Mecze i gole w reprezentacji |
| #                            | Data                         | Stadion                      | Rywal                        | Wynik                        | Gol                          | Rozgrywki                    |
| 1997                         | 1997                         | 1997                         | 1997                         | 1997                         | 1997                         | 1997                         |
| ---------------------------- | ---------------------------- | ---------------------------- | ---------------------------- | ---------------------------- | ---------------------------- | ---------------------------- |
| 1.                           | 11.07.1997                   | Wilno, Litwa                 | Litwa                        | 0:1                          | 0                            | towarzyski                   |
| 2001                         |                              |                              |                              |                              |                              |                              |
| 2.                           | 14.11.2001                   | Ryga, Łotwa                  | Rosja                        | 1:3                          | 0                            | towarzyski                   |

## Sukcesy
Ventspils
- Mistrzostwo Łotwy: 2006, 2007, 2008
- Puchar Łotwy: 2007

Daugava
- Mistrzostwo Łotwy: 2012
- Superpuchar Łotwy: 2013